# هوندا سي بي1100
هوندا سي بي1100(بالإنجليزية: Honda CB1100)‏ هي دراجة نارية من تصنيع هوندا.